# Будівля корпорації AT&T (Нешвілл)
AT&T Building (англ. AT&T Building) — найвищий хмарочос в Нешвіллі, штат Теннессі. Висота 32 поверхового хмарочоса становить 192 метри. Будівництво було завершено у 1994 році. Розповсюджена назва споруди — «будинок бетмена» за деяку схожість з цим персонажем.